# Pontificio Istituto di teologia della vita consacrata "Claretianum"
Il Pontificio Istituto di teologia della vita consacrata "Claretianum" (in latino Pontificium Institutum Theologiae Vitae consecratae Claretianum) è un istituto universitario cattolico romano fondato dai Missionari Figli del Cuore Immacolato di Maria (detti Claretiani), e incorporato successivamente nella Pontificia Università Lateranense, che fornisce corsi di specializzazione in teologia della vita consacrata.

## Storia
Fu eretto il 6 giugno 1971 tramite decreto della Congregazione per l'educazione cattolica con il nome di Istituto di teologia della vita religiosa "Claretianum" e fu riconosciuto come istituto di specializzazione teologica della Pontificia Università Lateranense. Il 21 novembre 1996 la stessa congregazione concedette la nuova denominazione di Istituto di teologia della vita consacrata "Claretianum". Il 27 gennaio 2023, papa Francesco ha concesso all'Istituto il titolo di «Pontificio».

## Struttura
L'ente è un istituto di specializzazione in teologia della vita consacrata della Pontificia Università Lateranense.